# Szwajcarska Formuła 3
Szwajcarska Formuła 3 – rozgrywany w latach 1978–2008 oraz od 2014 cykl wyścigów samochodowych według przepisów Formuły 3.

## Historia
Pierwszą edycję mistrzostw zorganizowano w 1978 roku, a mistrzem został wtedy Patrick Studer. Początkowo w ramach mistrzostw nie organizowano wyścigów na terenie Szwajcarii. W latach 2009–2013 seria była zawieszona.

## Mistrzowie
| Sezon       | Mistrz                    | Zespół                    | Samochód                                    |                           |
| ----------- | ------------------------- | ------------------------- | ------------------------------------------- | ------------------------- |
| 1978        | Patrick Studer            | Formel Rennsport Club     | Chevron B42-Toyota                          |                           |
| 1979        | Beat Blatter              | Sauber Racing             | Lola T670-Toyota                            |                           |
| 1980        | Jakob Bordoli             | Jakob Bordoli             | Ralt RT1-Toyota                             |                           |
| 1981        | Marcel Wettstein          | Squadra Caposcarico       | Ralt RT1-Toyota                             |                           |
| 1982        | Jo Zeller                 | Formel Rennsport Club     | Ralt RT3-Toyota                             |                           |
| 1983        | Hanspeter Kaufmann        | Formel Rennsport Club     | Ralt RT3-Alfa Romeo                         |                           |
| 1984        | Jo Zeller                 | Formel Rennsport Club     | Ralt RT3-Toyota                             |                           |
| 1985        | Jakob Bordoli             | Scuderia Calanda          | Ralt RT3-Toyota                             |                           |
| 1986        | Gregor Foitek             | Squadra Foitek            | Dallara F386-Volkswagen                     |                           |
| 1987        | Jakob Bordoli             | Formel Rennsport Club     | Martini MK45-Volkswagen                     |                           |
| 1988        | Jakob Bordoli             | Formel Rennsport Club     | Martini MK52-Volkswagen                     |                           |
| 1989        | Jacques Isler             | Squadra Foitek            | Dallara F388-Alfa Romeo                     |                           |
| 1990        | Jo Zeller                 | Jo Zeller Racing          | Ralt RT34-Alfa Romeo                        |                           |
| 1991        | Jo Zeller                 | Jo Zeller Racing          | Ralt RT34-Alfa Romeo                        |                           |
| 1992        | Jo Zeller                 | Jo Zeller Racing          | Ralt RT35-Alfa Romeo                        |                           |
| 1993        | Ruedi Schurter            | Team KMS                  | Dallara F393-Opel                           |                           |
| 1994        | Ruedi Schurter            | KMS                       | Dallara F393-Opel                           |                           |
| 1995        | Jo Zeller                 | Jo Zeller Racing          | Dallara F393-FIAT                           |                           |
| 1996        | Norbert Zehnder           | KMS                       | Dallara F394-Opel                           |                           |
| 1997        | Norbert Zehnder           | KMS                       | Dallara F394-Opel                           |                           |
| 1998        | Jo Zeller                 | Jo Zeller Racing          | Dallara F394-Opel                           |                           |
| 1999        | Jo Zeller                 | Jo Zeller Racing          | Dallara F396-Opel                           |                           |
| 2000        | Jo Zeller                 | Jo Zeller Racing          | Dallara F399-Opel                           |                           |
| 2001        | Jo Zeller                 | Jo Zeller Racing          | Dallara F399-Opel                           |                           |
| 2002        | Jo Zeller                 | Jo Zeller Racing          | Dallara F301-Opel                           |                           |
| 2003        | Jo Zeller                 | Jo Zeller Racing          | Dallara F301-Opel                           |                           |
| 2004        | Patrick Dütsch            | Jo Zeller Racing          | Dallara F300-Opel                           |                           |
| 2005        | Anthony Sinopoli          | GSG Racing Team           | Dallara F302-Opel                           |                           |
| 2006        | Jo Zeller                 | Jo Zeller Racing          | Dallara F302-Opel                           |                           |
| 2007        | Jo Zeller                 | Jo Zeller Racing          | Dallara F302-Opel                           |                           |
| 2008        | Jo Zeller                 | Jo Zeller Racing          | Dallara F306-Mercedes                       |                           |
| 2009 – 2013 | mistrzostw nie rozgrywano | mistrzostw nie rozgrywano | mistrzostw nie rozgrywano                   | mistrzostw nie rozgrywano |
| 2014        | Thomas Amweg              | Jo Zeller Racing          | Dallara F305-Mercedes                       |                           |
| 2015        | Kurt Böhlen               | Franz Wöss Racing         | Dallara F308-OPC                            |                           |
| 2016        | Sandro Zeller             | Jo Zeller Racing          | Dallara F308-Mercedes                       |                           |
| 2017        | Sandro Zeller             | Jo Zeller Racing          | Dallara F306-Volkswagen                     |                           |
| 2018        | Sandro Zeller             | Jo Zeller Racing          | Dallara F306-Volkswagen                     |                           |
| 2019        | Sandro Zeller             | Jo Zeller Racing          | Dallara F308-Mercedes Dallara F312-Mercedes |                           |
| 2020        | Sandro Zeller             | Jo Zeller Racing          | Dallara F308-Mercedes Dallara F312-Mercedes |                           |